# Hikonin Sentai Akibaranger
Hikonin Sentai Akibaranger (非公認戦隊アキバレンジャー, Hikōnin Sentai Akibarenjā; traduzido como Esquadrão Não-Oficial Akibaranger) é um tokusatsu  japonês de comédia baseado nas séries Super Sentai. Ela não é parte oficial da franquia Super Sentai, por mais que seja distribuída pela Toei Company. Foi exibida em 2012, em paralelo a Tokumei Sentai Go-Busters, onde devido às mudanças drásticas em Tokumei Sentai Go-Busters em relação ao resto da franquia, geraram a pior audiência da franquia junto com a baixa venda de brinquedos. Já Akibaranger, por ser uma Parodia no Estilo clássico do sentai, conseguiu uma recorde de audiência, ainda mais pelo horário de exibição na BS Asashi: 1:30 da manhã. A primeira temporada estreou na BS Asashi em 6 de abril de 2012, e em 9 de abril de 2012 na Tokyo MX. Já a segunda Temporada foi exibida pela BS Asashi em 5 de Abril de 2013 em paralelo com Zyuden Sentai Kyoryuger. Keiichi Sato desenhou a personagem do Anime popular , criada dentro do seriado, Niyome Gakuen Z-Cune Aoi, que inclusive os objetos de transformação e a máquina de Batalhas são baseadas na mesma.

## Sinopse

### 2012 - Akibaranger
- Três indivíduos: Nobuo Akagi - Masato Wada, Otaku Super Sentai e fã de Anime; Yumeria Moegi - Karin Ogino, otaku Cosplay e Mitsuki Ayoagi - Kyoko Hinami, Uma otaku durona e lutadora de Artes Marciais. São escolhidos por Hakase Hiroyo para formarem o "Esquadrão Não-Oficial Akibaranger" e "proteger Akihabara" de um grupo de vilões poderosos da Organização "Stema Otsu" que só existem em sua imaginação. No entanto, tudo se torna real quando esses vilões começam a se materializar no mundo real e o Pai de Hakase Hiroyo na verdade esta por tras da Organização Maligna Stema Otsu. Agora os Akibaranger vão lutar para conseguirem se tornar um Sentai Oficial.

### 2013 - Akibaranger S2
Se passam 9 meses em relação aos acontecimentos da 1.ª temporada, em um Mundo paralelo onde os akibarangers nunca descobriram que faziam parte de um Show de Tv, O clímax da história começa quando Akagi passa na Frente de uma Loja de brinquedos e descobre que a Moe Moe Z-Cune e a Daisorreta Cannon estão sendo vendidas como brinquedos oficiais, Será que akibarangers se tornaram oficiais mesmo sem os supostos Protagonistas saberem?, para lutar contra a Nova Ameaça os Akibarangers voltam e com uma Nova Akiba Blue, Luna Iwashimizu Interpretada por "Sawada Shione".

### Diferenças entre a versão de 2012 / 2013
A segunda temporada de Hikonin Sentai Akibaranger foi dada como uma continuação da 1.ª temporada, porém, devido os acontecimentos na 1.ª temporada em relação a descoberta dos próprios personagens de que, na verdade, todo seu mundo é apenas um Show de TV transmitido pela BS Asashi chamado de Hikounin Sentai Akibaranger, na segunda temporada alguns dos acontecimentos foram alterados devido Marushina conseguir escapar para o mundo real e manipular Hatte Saburo. Entre as principais diferenças é que a Batalha nunca saiu do Mundo da Ilusão e o Pai de Hakase Hiroyo nunca se tornou Doctor-Z, apesar do mesmo continuar sendo o criador da MMZ-01. Como consequência, Hakase Hiroyo nunca revelou que era a verdadeira dubladora de Z-Cune Aoi, gerando a diminuição dos episódios fazendo com que o escorpião nunca chegue a sua garganta. Porém, após alguns episódios da 2.ª Temporada, o Escorpião volta a aparecer pelo uso excessivo da MMZ-01.

### Terceira Temporada 2015
Foi anunciado no Facebook do diretor da série Ryuta Tasaki que a TOEI e ele estariam interessados na produção de uma Terceira Temporada em 2015, e com isso a entrada de um 4.º Membro, que na verdade estaria previsto para a versão de 2013, porém devido a orçamento a equipe de pre-produção preferir deixar três membros e atualizar um Power up para os personagens.

## Akibarangers
| Ator / Atriz   | Personagem      | Denominação                     |
| -------------- | --------------- | ------------------------------- |
| Masato Wada    | Nobuo Akagi     | Akiba Red                       |
| Shinpei Takagi | Takuma Tsuzuki  | Akiba Red - Episódio 11         |
| Karin Ogino    | Yumeria Moegi   | Akiba Yellow                    |
| Rica Matsumoto | Masako Yamada   | Akiba Yellow - Episódio 5       |
| Kyoko Hinami   | Mitsuki Aoyagi  | Akiba Blue - Primeira Temporada |
| Sawada Shione  | Luna Iwashimizu | Akiba Blue - Segunda Temporada  |

## Personagens
Nobuo Akagi (赤木 信夫 Akagi Nobuo)/Akiba Red (アキバレッド Akiba Reddo?) por Masato Wada: Akagi é um homem de 29 anos que trabalha como entregador e ainda vive com sua mãe. Ele ama as séries Super Sentai e mostra ter um vasto conhecimento da franquia, muitas vezes, se imagina como um herói. Ele também mostra ter grande interesse em um anime chamado Nijiyome Academia Z-Cune Aoi (にじ よめ 学園 ズキューーン 葵 Nijiyome Gakuen Zukyūn Aoi). Sempre que se transforma em Akiba Red, em seu roll call, ele diz qual seu herói preferido de cada série e imita sua posição. No futuro se descobre que Akagi e Fã de Z-CUNE AOI devido a mesma ser robótica e Lisa. Ganhando na segunda temporada um novo Power UP a MMZ-02 devido seu amor pela Aoi.
Hakase Hiroyo (葉加瀬 博世  Hiroyo Hakase)/ Aoi Ichikawa (Voz ) por Maaya Uchida: Gerente do Sentai Cafe Base Secreta , também dubladora da venerada Aoi Ichikawa do Anime Niyome Gakuen Z-Cune Aoi , é a líder dos Akibarangers , geralmente usa um Jaleco de Cientista como uniforme. Tendo como Pai Takehiro Tsukuzi , criador de Z-Cune Aoi e das Moe Moe Z-Cunes (MMZ-01) , cria um Time para descobrir a verdade sobre a existência e porque recebeu as mesmas . Porém descobre que ao Receber as Moe Moe Z-Cunes foi amaldiçoada a perder sua voz com o Passar do tempo.
Mitsuki Aoyagi (青柳 美月 Aoyagi Mitsuki)/Akiba Blue - S1 (アキバブルー Akiba Burū) por Kyoko Hinami  : Mitsuki é uma famosa artista de artes marciais de 18 anos, que se tornou uma Akibaranger para melhorar suas habilidades de combate. Ela é uma pessoa muito séria, mas ama secretamente Z-Cune Aoi. Ao contrário de seus companheiros de equipe, Mitsuki inicialmente sabe pouco ou nada sobre Super Sentai até que ela começa a assistir episódios de GoGo Sentai Boukenger para entender melhor a cultura deles. Se sente muito desconfortável fazendo qualquer atividade de uma Akibaranger, como fazer poses ou chamar uns aos outros pelas suas cores e não seus nomes reais. No entanto, por meio da série, ela ganha confiança suficiente para ter seu próprio roll call, falando sobre o veterano diretor de ação Kazuo Niibori como sua inspiração. Sendo substituída no Futuro ao Lugar do Akagi para que akibaranger pudesse ter uma continuação foi recrutada pelo Governo Americano.
Yumeria Moegi (萌黄 ゆめりあ Moegi Yumeria)/Akiba Yellow (アキバイエロー Akiba Ierō) por Karin Ogino : Yumeria tem 23 anos e adora fazer cosplay. Seu nome real é Yuko Yamada (山田 优 子 Yamada Yuko?), Yumeria Moegi é seu nome cosplayer. Embora ela aga como uma criança, trabalha em um escritório durante o dia e fala bem. Ela também é conhecida por desenhar seu próprio mangá dōjinshi  e tenta vendê-los na Comiket, que muitas vezes ela fala em seu roll call como Akiba Yellow. Devido à sua experiência como cosplayer, ela tende a ficar no personagem, mesmo quando transformada. Uma vez, como cosplay de Mere de Juken Sentai Gekiranger, ela adotou seu estilo de luta no campo de batalha. Ela é também demonstra ter vasto conhecimento dos Super Sentai, porém não tão grande como Akagi. Yumeria é uma fujoshi, pois ela fica louca diante uma cena homoerótica. Sua mãe Masako, era uma cosplayer famosa chamado Miyabi, mas morreu em um acidente de trânsito há cinco anos. Na segunda Temporada Yumeria se Casa assim tendo o nome de Yuko Yokoyama, sendo parte de uma família bastante tradicional do Japão devido ao pedido inicial de sua sogra a mesma tem que abandonar suas atividades Otaku , porém a mesma continua realizando-as em segredo. Porém após o Episódio 4 de Akibaranger S2 descobre que sua sogra também e uma Otaku Fã de Boys Love , assim tendo liberdade para continuar realizando seus Hobbies.
Masako Yamada (山田雅子 Yamada Masako)/Akiba Yellow (アキバイエロー Akiba Ierō) por Rica Matsumoto: Masako apareceu no mundo ilusório de Yumeria e mãe de Yuko Yokoyama. Os Akibarangers entram no mundo ilusório e Masako aparece auxiliando sua filha se transformando em Akiba Yellow, como também Yumeria passa seus sentimentos a ela. Após voltar ao mundo real, Yumeria comenta que sua mãe sofreu um acidente e morreu e quando ela completasse um ano de aniversário, em que sua mãe estivesse presente. Presente apenas no quinto episódio.
KozuKozu Mita (三田 こずこず Mita Kozukozu) por Kozue Aikawa : O nome da Personagem em si e uma trocadilho em Japonês que significa Quase Nunca Presente. Devido suas poucas aparições e Falas. Porém devido a personagem ter feito um sucesso enorme suas Notas são Aumentadas. Sendo a única funcionaria do Sentai Cafe Base Secreta e Melhor amiga de Hakase Hiroyo , a cada semana usa como uniforme um cosplay diferente de um Super Sentai. Muitas vezes se mostrando bastante inteligente porém acaba sendo ignorada pelos membros do Time.
Doctor-Z (ドクターZ, Dokutā Zetto) / Takehiro Tsuzuki por Kazuki Yao: Pai de Hakase Hiroyo e criador do design Original de Niyome Gakuen Z-CUNE Aoi , é um grande cientista e também o grande vilão por trás da Stema Otsu. Criou as MMZ-01 baseado no design da Aoi com o intuito de vingança , ja que foi afastado da equipe de produção devido seu trabalho ficar um pouco violento. Sua decadência começou apos desenhar o design de Malseena que na verdade era a verdadeira vilã de Aoi Ichikawa junto com seus chefes de Sub-Seção. O mesmo surtou apos descobrir que Z-CUNE Aoi se tornou tudo que ele odiava em animes ( MOE + YURI ) e com ódio de sua filha pela mesma ter se tornado a dubladora da sua criação corrompida. Enviou as MMZ-01 com o intuito de quebrar a barreira entre o Mundo da Ilusão e realidade , e aos poucos fazer com que sua filha perca a voz , todas as vezes que as MMZ-01 se encontram em uso com o poder da marca do escorpião que se move a cada transformação para mais perto da garganta de sua filha. Porém apos descobrirem a verdade sobre o Hikonin Sentai Akibaranger o mesmo começa a ser manipulado para que o termino da série fosse o mais rápido possível , já que os produtores não podiam manipular a história. Assim deixando a história com muitos furos. Em akibaranger S2 o mesmo teve sua história mudada e existência como vilão apagada da memória de todos ja que Malseena esta manipulando Hatte Saburo aos poucos para ser a Vilã Suprema de Akibaranger e depois dos outros Sentais.
 Malsheena ( マルシーナ Marushina ) por Honoka : Podendo ser considerada a Vilã de Mais belos olhos dos Super Sentai , é a Comandante da Stema Otsu - S1  e da Baros LOL - S2. Muitas vezes em alguns episódios ela coloca sua beleza em Primeiro Lugar o que pode dar a personalidade de Futil e Narcisista. De acordo com a cronologia de Vilões ela pode ser considerada a mais inteligente , pois devido a descoberta do elenco que o aquele mundo não passa de um Show de TV chamado de "Hikonin Sentai Akibaranger' descobriu uma forma de escapar do Show. Saindo para o mundo real foi Capaz de encontrar o escritor do Show "Hatte Saburo" e o manipular para dar a Akibaranger uma Segunda Temporada e de quebra ganhando novas habilidades *MMZ-00 , Porém ela não esperava que inconscientemente Hatte Saburo criasse o General TSU. Futuramente ela encontra uma brecha entre todos os Show da Franquia , entrando nos mesmos e aproveitando do seu conhecimento que foi absorvido do general TSU ela substitui os Vilões oficiais como Bandora , Hedorian e se torna a líder suprema dos Super Sentai criando uma Serie Alternativa que ficou conhecida como Super Malshina Series que acaba fazendo que Hatte quase tenha um ataque do coração.  Ao manipular Hatte uma espia de uma Empresa concorrente a TOEI descobri a verdade sobre os Super Sentai e faz com que Hatte Saburo hospitalizado cancele akibaranger e desista do Horário na BS ASASHI. Fazendo com Marushina perca todo seu controle sobre os Super Sentai.
 General Tsu ( ツー将軍 Tsū Shōgun ) / Tsuguo Ushirozawa (後沢 次男 Usirozawa Tsuguo)  por Ryo Horikawa: O grande vilão da Segunda Temporada , tendo sido criado a partir da Distorção na Mente de Hatte Saburo. O mesmo é um grande fã dos vilões sentais e o Liíder da Baros Lol , tendo dentista como profissão , possivelmente dai vem sua precisão para fazer seus próprios bonecos sentai. Sendo o construtor da MMZ-00 , sem saber que estava sendo manipulado pela Marushina o Tempo inteiro para perder seu título como vilão sentai de Akibaranger. Ele usa seu grande conhecimento para criar monstros sem as fraquezas clichê dos Sentai como um monstro fofo que se mostra cruel. Caso o monstro seja fofo ate o fim o mesmo fica quase que impossível de se destruir pelos heróis.
 Luna Iwashimizu (石清水 美月 Iwashimizu Runa) / Akiba Blue S2 (アキバブルー Akiba Burū S2) por Shione Sawada: Introduzida por Marushina e Hatte Saburo na 2.ª temporada para se completar o Time dos Akibarangers , e uma ídolo impopular que aceita qualquer trabalho por dinheiro. É muito esforçada e talentosa , convidada a entrar no time , entra por achar que eles estavam re-gravando Gosei Sentai Akibaranger que surgiu apos Dairanger e Akibaranger trocarem de lugar devido as Ilusão do General Tsu , porém apos Chefe Editor VHD ser derrotado a mesma recupera as lembranças sobre Gosei Sentai Dairanger é não aceita ser Akiba Blue pois acredita que nada esta sendo gravado e não ajudara a mesma a se tornar popular. Apos o episódio 5 ela fica impressionada pelo Amor de Yumeria e Akagi sobre os Super Sentai e descobre que se ela consegui representar o mesmo sentimento realista e profundo que os mesmos apresentaram poderia se tornar uma Otima Idolo , a partir dai decide ser Akiba Blue. Somente ela poderia interpretar a Akiba Blue , pois a mesma tinha o Kanji ( Azul ) no nome Igual Mitsuki e a mesma possui um poder ilusório que se equipara ao resto do time o que inclusive permitiu que ela invocasse o Zyuran Buckler.
Takuma Tsuzuki (都築 タクマ Tsuzuki Takuma)/Novo Akiba Red (新アキバレッド Shin Akiba Reddo) por Shinpei Takagi: Takuma é um agente do ICPO e também meio-irmão de Hiroyo, seu pai conheceu sua mãe durante uma convenção de anime em Nova York. Ele se torna o Novo Akiba Red após Akagi ser recrutado por "O Pentágono". Como Akiba Red, ele tem poderes especiais diferentes de Akagi. Depois que Akagi revela que fazia parte de uma série de TV, Takuma abandona sua posição como Akiba Red quando ele recebe uma mensagem de texto para retornar à Interpol. Shinpei Takagi e Irmão gêmeo de Manpei Takagi que interpretou Geki Blue em Gekiranger, no episódio 10 KozuKozu mostra uma foto do GekiBlue em uma revista, sendo que Akagi diz que o mesmos são pessoas diferente , o que pode ser interpretado como uma sátira pelos mesmos serem gêmeos e não a mesma pessoa.

## Arsenal

#### Moya Moya Z-Cune (MMZ-00)
Criada na 2.ª temporada, é baseada na Moe Moe Z-CUNE e um objeto de transformação (Henshin) pela comandante da Baros-LOL Marushina, e também é usada pelo General Tsu para comunicação e criação de monstros. A palavra passe para a transformação e Ju Mosõ (Ilusões Perversas). A mesma permite que Marushina use o Finalizador Moya Blaster. Porém possui algumas falhas em relação a munição e a transformação o que indica que é um Protótipo da MMZ-01.

#### Moe Moe Z-Cune (MMZ-01)
Objeto de transformação criada por Takehiro Tsukuzi (Pai de Hakase Hiroyo), baseada na figura Armada de Aoi Ichikawa, permite que os Akibarangers se transformem. O seu poder é variado de acordo com o Poder Ilusório do personagem, a mesma inicialmente permite que o usuário entre no mundo da ilusão, porém dependendo do poder ilusório e capaz de transformar (Henshin) na realidade. A palavra passe para a transformação e Juu Mosõ (Grande Ilusão), e permite que os Akibarangers usem o Finalizador Moe Magnum (Necessário tiro em conjunto de todas as MMZ-01) , porém na segunda temporada o finalizador não foi usado, possivelmente devido a maldição de Hakase Hiroyo ter sido esquecida.

#### Munyu Munyu Zubban (MMZ-02)
Objeto de Transformação que foi dado na Segunda Temporada ao Akiba-Red depois que o mundo da ilusão ficou distorcido e começou a mudar a realidade drasticamente. Com a reputação e a história de Z-CUNE AOI fazendo com que a mesma ficasse controvérsia , com a Ajuda de Yumeria , Akagi tras de volta Z-CUNE AOI ao normal e de quebra ganha a MMZ-02 como um  Power-UP que cria uma Armadura baseada na Aoi + Akibared. A palavra passe a Chõ Mosõ (Super Ilusão) e permite que use o Finalizador Munyu Slash e o Finalizador Moe Munyu Zubaankyun (MMZ-01 + MMZ-02 ). 

### Dairoretta Cannon
E a união dos Poderes Supremos dos Sentais Oficiais do Mundo da Ilusão, sendo a combinação da Jet Wing (Jetman) + Bouken Scopper (Boukenger) + Deka Wappa (Dekaranger), sendo adquiridos aos poucos apos os Akibarangers Mostrarem que possuem o verdadeiro espírito dos Super Sentai. Na segunda Temporada e usada pela primeira Vez no Episódio 2, que devido a troca entre Dairanger e Akibaranger ela ficou conhecida como DX Akiba Meteor Cannon:
Bouken Scooper: Descrição em breve
Jet Wing: Descrição em breve
Deka Wappa: Descrição em breve

### Daisorreta Bazzuca
Aparecendo pela primeira vez na Segunda Temporada, é a união dos poderes supremos dos sentais officiais do mundo da Ilusão, sendo adquiridos apos os Akibarangers consertarem as mudanças no mundo real criada pelas tentativas da Baros-Lol de tornar as series officais controversias. É formada pela união da Hurricane Ball (Hurricanger) + Dairan Bomb (Dairanger) + Zyuran Buckler (Zyuranger).
Hurricane Ball: Descrição em breve
Dairan Bomb: Descrição em breve
Zyuran Buckler: Descrição em breve

### Daisorreta Cannon Bazzuca
E a união da Daisorreta Cannon + Daisorreta Bazzuca, que permite um tiro com força máxima, apareceu pela primeira vez na segunda temporada. Porém por mais que seu poder seja enorme, Marushina foi capaz de Destrui-la apos usar o Finalizador Moya Blaster com a MMZ-00. Porém este feito so foi possível apos Marushina assumir o controle do show e absorver o General Tsu. A Daisoretta Bazzuca foi usada pela Última vez contra Prism Ace no Crossover.

### DD Cannon
No episódio 9 em Hikonin Sentai Akibaranger S2, os Akibarangers tentaram invocar a Daisoretta Bazzuca para derrotar Marushina que neste episódio em especial estava com poderes amplificados e sob o controle do General Tsu. Ao tentar invocar os sentais Official o General Tsu ordenou que Marushina os impedisse, para evitar o finalizar a mesma usou a Função Dark Device da MMZ-00 para absorver os Reds Oficiais (Hurricanger, Dairanger, Zyuranger) e os transformar em Vilões Oficiais (Vancuria, Long, Yaba), permitindo que ela invocasse a Darkness Daisorreta Cannon "DD Cannon". Só foi usada neste episódio em específico, já que marushina não pode trazer os vilões oficiais sem o Poder do General Tsu.

## Mechas - Maquinas de Batalha
Os akibarangers possui suporte a Robo Gigante, o problema e que devido o orçamento curto da série os mesmos so apareceram cerca de 2x em Cada Temporada.

### Machine Itasha
Maquina de Batalha utilizada pelos akibarangers, que exige grande poder ilusorio para poder ser usada 100%, de início ela apareceu no Episódio 3 onde na verdade e um Itasha normal com decals promocionais de Z-CUNE AOI, porém a Versão utilizada no mundo da Ilusão e Diferente da Utilizada no Mundo Real. No mundo real por exigir um poder bem superior para transformar um Itasha normal, permite que o mesmo cresça para o Tamanho de um Mecha Oficial, como e Visto no Episódio 12 de Hikonin Sentai Akibarangerl, onde para Lutar contra o Boomerang Titan o Itasha se expandiu ao Maximo.

### Itasha Boy
Apareceu no Episódio 8 de Hikonin Sentai Akibaranger Season 2, o mesmo apareceu apos o Plano do General Tsu de encenar todas as estações do ano, ate o Natal onde os Robos dos Super Sentai ficam fracos, destruindo Machine Itasha. Para trazer outro para o mundo da Ilusão seria necessário comprar outro Itasha, porém Hakase Hiroyo não tinha condições de comprar outro Itasha ja que não tinha nem começado a pagar as primeiras prestações do Itasha 1. Então como solução a mesma transportou para o Mundo da Ilusão uma Versão Mini do Itasha *Brinquedo, e assim surgiu o Itasha Boy que no começo foi mal julgado, porém Akagi lembrou que geralmente os robês novos dos Super Sentai podem parecer mais chifrin em relação ao Modelo principal, porem são muito poderosos.

## Episodios - 2012
| Número | Título do episódio                                                                                                 | Monstro(s) do episódio                       | Escrito Por      | Data de Exibição    |
| ------ | --- | -------------------------------------------- | ---------------- | ------------------- |
| 01     | Dor é Poder | Shibuya Seitakaawadachisouhidenagaaburamushi | Naruhisa Arakawa | 6 de abril de 2012  |
| 02     | A ativação de um veículo estranhamente decorado invoca a explosão da ilusão vermelha                               | Shibuyakouzorinahigenagaaburamushi           | Naruhisa Arakawa | 13 de abril de 2012 |
| 03     | A dor! A aventura dos Herois Bebados                                                                               | Kabukichōmesugurohyoumonchou                 | Junko Komura     | 20 de abril de 2012 |
| 04     | Uma Ilusão Proibida traz consigo a Dor da corrupção Azul                                                           | Monzennakachōhashibirokō                     | Junko Komura     | 27 de abril de 2012 |
| 05     | Oh a Dor ! Mama Yellow                                                                                             | Kabukichōmesugurohyoumonchou                 | Junko Komura     | 4 de maio de 2012   |
| 06     | Voe Ancião! A dolorosa armadilha no estúdio de filmagem delirante.                                                 | Shimokitazawahoya                            | Naruhisa Arakawa | 11 de maio de 2012  |
| 07     | Voe Itasha , Quebre os Limites                                                                                     | Yoyogisujibokehashirigumo                    | Naruhisa Arakawa | 18 de maio de 2012  |
| 08     | Os Traços formados através do doloroso treinamento especial levam a estrada para tornar oficial a uma conspiração. | Tsukishimaalpaca                             | Junko Komura     | 25 de maio de 2012  |
| 09     | O sentai da Dor se Separa                                                                                          | Asakusaalpaca                                | Junko Komura     | 1 de junho de 2012  |
| 10     | O Doloroso Caminho não oficial de Z e um novo começo.                                                              | Delu-Knight                                  | Naruhisa Arakawa | 8 de junho de 2012  |
| 11     | A segunda geração e um heroi novo sem dor!                                                                         | Delu-Knight , Marushina , Drill Ciclop       | Naruhisa Arakawa | 15 de junho de 2012 |
| 12     | Episódio Doloroso: Adeus Sentai da Ilusão                                                                          | Delu-Knight e Doctor-Z                       | Naruhisa Arakawa | 22 de junho de 2012 |
| 13     | Revisão de Performance! Se não machucar, então está tudo bem                                                       | Recaptulação ( Toda a Stema Otsu )           | Naruhisa Arakawa | 29 de junho de 2012 |

## Episodios - 2013
| Número | Título do episódio         | Monstro(s) do episódio                    | Escrito Por      | Data de Exibição    |
| ------ | -------------------------- | ----------------------------------------- | ---------------- | ------------------- |
| 01     | Guerra da Ilusão           | Stema Otsu - Exceto Alpacas               | Naruhisa Arakawa | 5 de abril de 2013  |
| 02     | Ilusões Chinesas           | Bluray Kakaricho                          | Naruhisa Arakawa | 12 de abril de 2013 |
| 03     | Artes Marciais Delirantes  | Chefe Editor VHD                          | Naruhisa Arakawa | 19 de abril de 2013 |
| 04     | Deusa da Ilusão            | Smapho Monger                             | Naruhisa Arakawa | 26 de abril de 2013 |
| 05     | Importação da Ilusão       | Kunimasmaphogany                          | Naruhisa Arakawa | 3 de maio de 2013   |
| 06     | Belas da Ilusão            | Yuru-Chara Jigen                          | Naruhisa Arakawa | 10 de maio de 2013  |
| 07     | Espionagem da Ilusão       | Hadenzukin - Janka Yellow                 | Naruhisa Arakawa | 17 de maio de 2013  |
| 08     | Magnifica Guerra da Ilusão | Mutoumushite                              | Naruhisa Arakawa | 24 de maio de 2013  |
| 09     | Ilusão Nº 2                | Long , Vancuria , Yaiba , Coelacanth Kans | Naruhisa Arakawa | 31 de maio de 2013  |
| 10     | Conversas Delirantes       | Kameari Alpaca                            | Naruhisa Arakawa | 7 de junho de 2013  |
| 11     | Cemitério da Ilusão        | Delu-Knight e Marushina                   | Naruhisa Arakawa | 14 de junho de 2013 |
| 12     | Apostolo da Ilusão         | Prism Ace e Marushina                     | Naruhisa Arakawa | 21 de junho de 2013 |
| 13     | Coleção da Ilusão          | Recaptulação ( Monstros da S1 + S2 )      | Naruhisa Arakawa | 28 de junho de 2013 |

## Stema Otsu (Marketing Guerrilha)
Organização Maligna Guerrilha Marketing, e o grupo rival dos Akibarangers na 1.ª temporada, tendo como objetivo Remodelar Akihabara e Destruir todos que um dia já veneraram Aoi Ichikawa. E comandada pelo Doutor Z, tendo como Comandante Inimiga Marushina/Malseena, e chefe executivo CEO, Delu-Knight. A cada episódio um Chefe de Sub-seção baseado e um bairro diferente de Tokyo tenta dominar akihabara e cabe aos akibarangers impedi-los.

### Chefes de Sub-Seção
Shibuya Seitakaawadachisouhidenagaaburamushi : Episódio 1 -
Shibuyakouzorinahigenagaaburamushi : Episódio 2 -
Kabukichōmesugurohyoumonchou  : Episódio 3 e 5 -
Monzennakachōhashibirokō  : Episódio 4 -
Shimokitazawahoya  : Episódio 6 -
Yoyogisujibokehashirigumo  : Episódio 7 -
Tsukishimaalpaca  : Episódio 8 -
Asakusaalpaca : Episódio 9 -
Drill Cyclops : Episódio 11 - 

## Neo Dimensional Brain Reconstructive Underground True Empire of Baros lol ( Baros LOL )
A nova organização maligna que aparece em Hikonin Sentai Akibaranger Season 2, que e liderada pelo General Tsu, devido seu líder ser um Otaku Vilão dos Super Sentai, o nome da organização e uma miscelânea de outros Organizações antigas dos Show de Super Sentai como e possível ver abaixo:
Neo - Neo Empire Gear (Choudenshi Bioman)
Dimensional - Dimensional War Party Vyram (Choujin Sentai Jetman)
Brain - Armed Brain Army Volt (Choujuu Sentai Liveman)
Reconstructive - Reconstructive Experiment Empire Mess (Choushinsei Flashman)
Underground - Underground Empire Tube ( Hikari Sentai Maskman )
Sendo resgatada pelo General Tsu da suposta Morte que foi introduzida na segunda temporada devido a alteração dos acontecimentos da 1.ª Temporada em que o Show foi cancelado, Marushina comanda a Baros LOL inicialmente e aos poucos vai absorvendo o conhecimento sentai em cada Batalha do General Tsu, assim tendo a capacidade de entrar nos Mundos, no Episódio 11 Marushina Derrota o General Tsu, refaz a Stema Otsu.

### Chefes de Sub-Seção
Nesta versão de Hikonin Sentai Akibaranger os monstros foram construídos pelo General Tsu de acordo com suas vontades pessoas, que inicialmente foram feitos baseados em Antigos Vilões Sentai, mais futuramente ele cria alguns monstros influenciados por suas frustrações no Mundo Real e pela Influencia de Marushina. Desta vez os Monstros criados no Mundo da Ilusão são capazes de distorcer a Realidade. Como podemos ver no Episódio 3 em que Smapho Monger cria uma Versão Alternativa sobre o Filme Z-CUNE Aoi que faz com que Aoi Ichikawa se torne um Anime Violento e sem sentido no Mundo Real.
Blue-Ray Kakaricho: Episódio 2
Chefe Editor VHD: Episódio 3
Smapho Monger: Episódio 4
Kunimasmaphogany: Episódio 5
Yuru-Chara Jigen: Episódio 6
Hadenzunkin: Episódio 7
Mutoumushite: Episódio 8
Coelacanth Kans: Episódio 9
Kameari Alpaca: Episódio 10

## Hikonin Sentai Akibaranger - The Movie
No ano de 2012, com o intuito de alavancar a popularidade de Akibaranger, para se conseguir uma verba para uma segunda temporada, a produção de Hikonin Sentai Akibaranger espalhou um Boato sobre a produção de um Filme para Akibaranger chamado de "Hikonin Sentai Akibaranger - The Maid Empire Hoax", onde a própria produção chegou a Imprimir Brindes, Posteres e ingressos para ele, que esgotaram rapidamente. Hoje em dia esses brindes e ingressos valem 3x mais do que o preço de compra.